# 金爵
金爵（1438年—1502年2月16日），字良貴，號蓼猗翁，四川成都府綿州軍籍，南直隸松江府上海縣人，明朝政治人物。

## 生平
十歲補郡博士弟子。天順三年（1459年）己卯科鄉試中舉人。成化五年（1469年）己丑科中進士。曾任浙江省紹興府山陰縣知縣，四年後擢升太僕寺丞。秩滿陟貴州思南府知府，入名宦祠。再升廣西布政使司左參政，未受命而病不起，弘治十五年正月初十日（1502年2月16日）病卒，享年六十五歲。

## 家族
其先乃松江府上海縣人，自其祖金亨在利州衛當差，遂家於綿州，金亨生金天澤，金天澤生金祐，即金爵之父，以其貴贈太僕寺丞、中憲大夫、思南知府，母林恭人。
長子金獻民，成化二十年甲辰科三甲第195名進士，為御史山東按察司副使兵備天津。次子金俊民。女三，溫玉、粹玉、璞玉。孫男五，金白、金皋（弘治辛酉科舉人、正德六年辛未科進士）、金皡（正德九年甲戌科進士）、金泉、金皛。曾孫金深（嘉靖三十二年進士）。